# Dave Hutchinson
Pour les articles homonymes, voir Hutchinson.
Œuvres principales
- Série The Fractured Europe Sequence
- Acadie

Dave Hutchinson, né le 19 décembre 1960 à Sheffield en Angleterre, est un romancier et nouvelliste britannique de science-fiction, également journaliste.

## Œuvres

### SérieThe Fractured Europe Sequence
1. (en) Europe in Autumn, 2014
2. (en) Europe at Midnight, 2015
3. (en) Europe in Winter, 2016Prix British Science Fiction du meilleur roman 2016
4. (en) Europe at Dawn, 2018

- (en) Cold Water, 2022

### SérieTales of the Aftermath
Le second volume de cette série a été écrit par Adam Roberts.
1. (en) Shelter, 2018
2. (en) Sanctuary, 2023

### Romans indépendants
- (en) The Villages, 2002
- Acadie, Le Bélial', coll. « Une heure-lumière » no 20, 2019 ((en) Acadie, 2017)
- (en) The Return of the Incredible Exploding Man, 2019

### Recueils de nouvelles
- (en) Thumbprints, 1978
- (en) Fool's Gold, 1979
- (en) Torn Air, 1980
- (en) The Paradise Equation, 1981
- (en) As the Crow Flies, 2004
- (en) Sleeps with Angels, 2015